# Arte aborigena
Con l'espressione arte aborigena australiana si intende sia l'arte antica e tradizionale degli aborigeni australiani prima della colonizzazione europea, sia l'arte moderna di artisti aborigeni contemporanei che si ispirano alla cultura tradizionale del loro popolo (eventualmente apportando innovazione e contaminazione con forme artistiche di origine europea, come l'uso di pitture acriliche su tela). L'arte aborigena include dipinti, sculture di legno, abiti da cerimonia, nonché decorazione di strumenti musicali (in particolare didgeridoo), armi (come boomerang e scudi) e oggetti rituali o altri strumenti (per esempio i bullroarer).
L'arte è un elemento fondamentale della cultura aborigena. Le opere d'arte venivano usate per segnare il territorio dei vari clan, ricordare eventi storici, raccontare le storie del dreamtime, insegnare le leggi e la morale. I materiali per la pittura (come certi tipi di ocra) venivano commerciati e scambiati per tutta l'Australia.

## Arte aborigena tradizionale

### Pittura

#### Materiali e superfici
I materiali tradizionali impiegati nella pittura aborigena erano acqua o saliva mescolate con ocra e altri coloranti minerali, sangue di canguro e resine. Come strumenti si usavano semplici pennelli, bastoncini, o le dita. Piuttosto diffusa era anche una tecnica che consisteva nel riempirsi la bocca di pittura e spruzzarla sulla superficie da dipingere, con un effetto simile a quello della moderna pittura a spruzzo. Oltre a dipingersi il corpo, gli aborigeni dipingevano le pareti rocciose e la corteccia degli alberi (soprattutto dell'eucalipto melaleuca, nella zona di Arnhem). In alcune zone, e in particolare nella zona di Papunya, disegnavano direttamente sulla sabbia del deserto australiano.
Nella pittura su corteccia si utilizzano parti lisce e prive di nodi, preferibilmente ricavate dall'albero durante la stagione umida. La corteccia veniva poi pulita della scorza esterna più dura con uno strumento appuntito, riscaldata al fuoco, e appiattita calpestandola o schiacciandola con grossi sassi. Una volta dipinta, veniva applicato un fissante, tipicamente succo di orchidea.

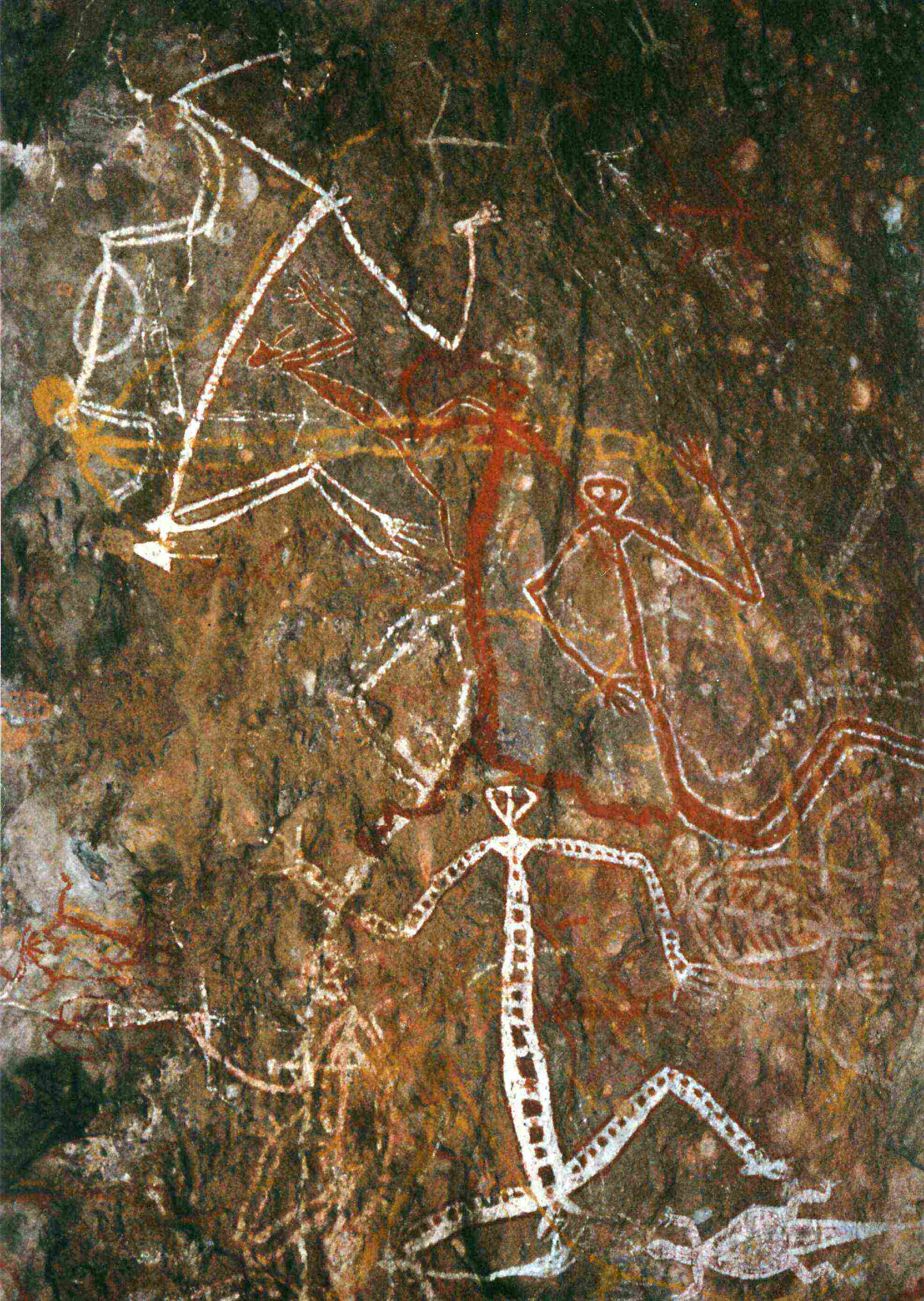
Graffiti aborigeni nel Parco Nazionale del Kakadu, Territorio del Nord

Nella pittura rupestre aborigena tradizionale venivano utilizzate pareti rocciose spesso situate all'interno di caverne o in luoghi difficilmente accessibili. I luoghi scelti per la pittura avevano spesso un importante significato spirituale o religioso nella cultura locale, e non raramente i nuovi dipinti venivano realizzati sulla stessa parete usata per dipinti più antichi, che ne risultavano coperti. Alcuni dipinti rupestri in luoghi come Kakadu o Uluṟu risultano dalla sovrapposizione di decine o centinaia di strati.

#### Stili
La pittura aborigena è estremamente varia. Figure stilizzate e silhouette o semplici immagini geometriche (per esempio linee a zig-zag) sono elementi che si trovano quasi ovunque nell'arte tradizionale e antica del continente. Gli stili specifici meglio noti sono tre: la pittura "a raggi X", la dot art, e una variante dello stencil.
Nella pittura cosiddetta "a raggi X", animali e uomini sono raffigurati mostrandone lo scheletro e le viscere, come in una sorta di sezione che ricorda per l'appunto una radiografia.
L'"arte a punti" (dot art), originariamente utilizzata nei disegni sulla sabbia e poi trasposta su tela nell'arte aborigena moderna complessi pattern geometrici sono realizzati con numerosi punti, grosso modo equidistanti, di diversi colori. All'occhio occidentale, le opere della dot art appaiono spesso astratte, ma in effetti si avvalgono di un complesso simbolismo in cui a diverse forme geometriche sono assegnati significati ben precisi. I concetti che possono essere espressi in questo linguaggio sono quelli fondamentali della cultura e della mitologia aborigena (per esempio "uomo", "pozza", "canguro", "ciotola", "bastone per scavare" e così via). I simboli utilizzati per rappresentare questi concetti possono considerarsi rappresentazioni estremamente stilizzate della forma dell'oggetto in questione (o di una sua orma sulla sabbia) tipicamente vista dall'alto.
Infine, abbastanza diffusa è la pittura stencil, associata alla già menzionata tecnica a spruzzo, in cui predomina la riproduzione di mani umane "in negativo" (l'artista appoggiava la mano sulla superficie da dipingere e spruzzava il colore). Particolarmente nota è la cosiddetta arte di Bradshaw, così chiamata in onore di Joseph Bradshaw, che nel 1891 scoprì un importante sito in cui si trovano opere d'arte rupestre fatte in questo stile nella zona di Kimberley, e datate a oltre 50000 anni fa.

### Scultura e oggettistica
Le sculture lignee aborigene rappresentano spesso i mimi, creature mitologiche simili a piccoli uomini. Altri oggetti realizzati in legno la cui realizzazione ha talvolta valenza artistica sono i boomerang, i coolamons, i bullroarer, i didjeridoo e perfino i "bastoncini per scavare" (digging sticks). Le decorazioni di questi oggetti, soprattutto con tecniche in stile dot art, sono però più tipiche dell'arte moderna (e alla vendita di souvenir turistici) che propri della tradizione aborigena.

### Musica
Il principale strumento musicale tradizionale australiano è il didgeridoo.
È originario dei territori del Nord dell'Australia, luogo ricco di termitai ed è lo strumento sacro degli australiani aborigeni. Si pensa abbia circa 2.000 anni, visto che esistono dei graffiti di tale età che lo raffigurano, ma potrebbe essere anche più antico. I didgeridoo tradizionali sono in eucalipto decorati con motivi totemici aborigeni, anche se oggi si trovano strumenti di diversi materiali: dal teak alla plastica e dal metallo alla ceramica.
Il nome "didgeridoo" è un'interpretazione onomatopeica data dai colonizzatori inglesi che, sbarcati sul nuovo continente, sentirono il suono ritmato "did-ge-ridoo" provenire da dei rami di eucalipto cavi suonati dagli aborigeni. Lo strumento è originario della Terra di Arnhem e viene chiamato in almeno cinquanta modi diversi a seconda del luogo e delle etnie: da djalupu, djubini, ganbag, gamalag, maluk, a yidaki, yirago, yiraki, yigi yigi.
Le dimensioni del didgeridoo possono variare: Può avere una lunghezza che varia da meno di un metro a 4 metri, e un diametro interno che va da un minimo di 3 centimetri (all'imboccatura) fino a 30 cm o più (nella parte finale), è classificato negli aerofoni ad ancia labiale e la sua nota fondamentale è data principalmente dalla lunghezza. Per suonare il didgeridoo si utilizza la tecnica della respirazione circolare (o del soffio continuo). Tale tecnica permette al suonatore di prendere aria dal naso mentre espira quella contenuta nella bocca generando un suono continuo.
Il suono che produce questo strumento è profondo e ipnotico.
Esistono diversi stili tradizionali in cui viene suonato il didgeridoo che si differenziano in modo impercettibile per noi. Nelle varie zone il modo di suonare si differenzia nell'uso degli accenti, nell'uso del toot (Effetto tromba) come chiamata ritmica e nell'uso della voce. In ogni stile si riconoscono comunque tratti comuni, come l'imitazione del verso degli animali, la presenza di armonici, il pronunciare parole al suo interno e l'utilizzo di bastoncini (bilma) o boomerang che colpendo il didgeridoo fanno da accompagnamento ritmico.
Il didgeridoo è usato sia nei riti sacri che nella vita di tutti i giorni. Per le popolazioni dove questo strumento è tradizionale le donne non possono suonarlo nei riti sacri, essendo usato principalmente nel rito di iniziazione maschile. Per alcune etnie è assolutamente vietato l'uso del didgeridoo da parte delle donne ma, ironicamente, questo avviene nel sud dell'Australia dove non è uno strumento tradizionale.

### Altre forme d'arte
Nella cultura degli australiani aborigeni le Vie dei Canti rappresentano una inestricabile e complicatissima toponomastica musicale che permette di ricreare e perpetuare i riti della creazione. In tutti i miti della creazione che ritroviamo nelle religioni dei popoli antichi e primitivi, nell'istante in cui una divinità manifesta la volontà di dare vita a se stesso o a un altro dio, di creare la terra, il cielo, l'uomo e gli altri esseri viventi, emette un suono, parla, grida, espira, sospira, tossisce, suona uno strumento musicale, singhiozza, canta. La fonte che emana la forza creatrice è sempre una fonte acustica. Presso gli aborigeni esiste una dimensione temporale sospesa tra il presente e l'"Alcheringa" o "Tempo del Sogno", il tempo mitico della creazione durante il quale si è svolta la storia del mondo e ogni cosa è stata espressa dagli antenati per mezzo del canto, attraverso i gesti e la parola.
Il culto magico di questa natura procura agli individui un centro spirituale sito al di fuori di loro stessi, un centro che riunisce ogni singolo uomo in un unico, grande collettivo spirituale, legandolo indissolubilmente all'ambiente in cui vive. Se viene a mancare la ritualizzazione degli antichi eventi mitologici è inevitabile il sopraggiungere di un decadimento completo, di un grande disorientamento spirituale che si manifesta in modo immediato in tutti gli aspetti della vita individuale e comunitaria. È per questo motivo che gli aborigeni nel ricalcare le tjurna djugurba (le orme degli esseri mitici) cioè le antiche Vie dei Canti, visibili soltanto ai loro occhi, ripetono le parole e i suoni degli antenati che, nei lunghissimi e interminabili viaggi attraverso un continente vuoto e privo di vita, facevano esistere il mondo cantandolo. Ogni roccia, ogni sorgente, un punto d'acqua, una macchia d'eucalipti, rappresenta una traccia concreta di un dramma sacro.
In pratica il continente australiano si può leggere come una partitura musicale. Ancora oggi ogni neonato eredita una sezione di canto per diritto di nascita. Le sue strofe sono proprietà privata inalienabile e delimitano il suo territorio. Una volta adulto e"iniziato" alla rivelazione della creazione gli viene svelata una geografia mitica per apprendere i luoghi in cui gli esseri soprannaturali hanno celebrato riti, danzato o fatto cose importanti. Egli ha anche il diritto di prestare le sue strofe lungo una pista del canto e acquistare il diritto di passaggio dai suoi vicini, ricevendone aiuto e ospitalità. L'uomo che va in walkabout (viaggio rituale) canta le strofe del suo antenato senza cambiare né una parola né una nota, così facendo ricrea il Creato.

### Significati religiosi e culturali
L'arte aborigena è quasi sempre espressione di messaggi spirituali, religiosi e mitologici legati al dreamtime. Predominano il racconto di storie volte a spiegare l'origine del mondo così come gli aborigeni lo conoscono e a insegnare la morale aborigena, attraverso il riferimento ad archetipi e totem.

### Il deterioramento dell'arte aborigena
L'arte aborigena, in particolar modo la pittura rupestre, è soggetta a un continuo deterioramento, in gran parte dovuto all'intervento diretto o indiretto dei coloni europei e, oggi, dei turisti. Molti siti sono stati distrutti durante la colonizzazione per far spazio a edifici e altre strutture; i dipinti che si sono salvati sono in costante pericolo di erosione per via dell'eccessivo contatto da parte dei turisti o, peggio ancora, di veri e propri atti vandalici. I siti che oggi hanno maggiori probabilità di sopravvivere nel tempo sono quelli situati nei parchi nazionali e sottoposti a un accurato e continuo controllo da parte dei ranger.

## Arte aborigena moderna
Nel 1934, il pittore australiano Rex Batterbee insegnò la tecnica della pittura ad acquerello all'artista aborigeno Albert Namatjira e ad altri aborigeni della missione di Hermannsburg, nel Territorio del Nord. L'acquerello su tela divenne rapidamente una tecnica molto diffusa e popolare per la pittura aborigena.
Nel 1966, un dipinto dell'artista aborigeno David Malangi fu riprodotta sulla banconota da un dollaro australiano, inizialmente senza che l'artista ne fosse a conoscenza. Il successivo pagamento dei diritti da parte della Reserve Bank rappresenta il primo caso di copyright riconosciuto ad artisti aborigeni dalla legge australiana.
Nel 1971-1972, l'insegnante d'arte Geoffrey Bardon incoraggiò gli aborigeni di Papunya, a nordovest di Alice Springs, a mettere su tela le loro storie del dreamtime, con lo stile (noto come dot art) che utilizzavano per disegnare sulla sabbia. Lo stile noto come "scuola di Papunya Tula", o come "arte a punti" (dot art) divenne la forma più nota e riconoscibile di pittura aborigena. Molta dell'arte venduta nei negozi per turisti in Australia si rifà allo stile sviluppato a Papunya. Fra gli artisti più famosi della scuola si devono ricordare Clifford "opossum" Tjapaltjarri e Johnny Warangkula, il cui dipinto Water Dreaming at Kalipinya fu venduto nel 2000 al prezzo record di 486.500 dollari.
Nel 1983, gli aborigeni Warlpiri di Yuendumu iniziarono a dipingere 36 porte della scuola locale con le loro storie del dreamtime. Da questa iniziativa nacque un vero e proprio movimento artistico che portò nel 1985 alla fondazione dell'associazione artistica di Warlukwlangu. Fra i pittori più noti di questa scuola c'è Paddy Japaljarri Stewart.
Nel 1988, in occasione del bicentenario della colonizzazione dell'Australia fu inaugurato alla National Gallery of Australia di Canberra il "Torres Strait Islander memorial", costituito da 200 "bare nel tronco" (log coffin), un tipo di bara utilizzato nelle cerimonie mortuarie della terra di Arnhem. Il monumento aveva lo scopo di commemorare gli aborigeni morti nel tentativo di difendere la propria terra dai coloni, e fu realizzato da 43 artisti di Ramingining e delle comunità vicine. Il percorso che attraversa il memoriale rappresenta il fiume Glyde.
Fra la fine degli anni ottanta e l'inizio dei novanta divenne molto celebre l'opera di Emily Kngwarreye, un'ottantenne pittrice aborigena. La Kngwarreye proveniva dalla comunità di Utopia (comunità aborigena), a nordest di Alice Springs, e dipinse solo per pochi anni al termine della sua vita. Il suo stile, che cambiava di anno in anno, fu considerato come una fusione di elementi della tradizione aborigena con elementi di arte australiana moderna.
Un altro artista moderno molto noto è Rover Thomas, nato in Australia Occidentale, che ha rappresentato il suo paese alla Biennale di Venezia del 1990. Fra i suoi scolari più famosi c'è Queenie McKenzie, della regione orientale del Kimberley.

## Letteratura
Gli aborigeni non hanno sviluppato una lingua scritta, e quindi non esiste nemmeno una letteratura propriamente detta, sebbene si possa sostenere che i canti aborigeni rappresentino una tradizione letteraria orale.
Dopo la colonizzazione, alcuni autori aborigeni hanno realizzato importanti opere letterarie in lingua inglese. L'esempio meglio noto (bestseller in Australia e tradotto in numerosi altri paesi), è il romanzo autobiografico La mia Australia (My Place, 1987) di Sally Morgan.

## Celebri siti di arte aborigena
- Parco nazionale Kakadu
- Uluṟu
- Bradshaws

## Artisti aborigeni moderni
- Albert Namatjira
- Wenten Rubuntja
- Clifford Possum Tjapaltjarri
- Dorothy Napangardi
- Rover Thomas
- Naata Nungurrayi
- Emily Kngwarreye
- Paddy Japaljarri Stewart
- Eva Johnson